# The Beguiling of Merlin
The Beguiling of Merlin är en oljemålning av den engelske konstnären Edward Burne-Jones. Den målades 1874–1877 och är sedan 1922 utställd på Lady Lever Art Gallery i Liverpool.
Legenderna om kung Artur och dess teman om hjältemod, kärlek och ära utgjorde en livslång inspirationskälla för Burne-Jones. Denna målning skildrar trollkarlen Merlin som förälskat sig i Viviane (även känd som Damen i sjön eller Nimue). Hon utnyttjade hans känslor för henne för att tillskansa sig hans kunskaper i magi. På bilden läser hon ur Merlins bok för att besvärja honom till en djup sömn. Han är fångad i en hagtornbuske och ser bönfallande upp till henne för att bli frisläppt. Hon möter hans blick, och uttrycker närmast förvåning över kraften i sina ord.  
Frederick Richards Leyland, skeppsredare från Liverpool, beställde denna målning. Som modell för Viviane stod Maria Zambaco som den gifte Burne-Jones hade en stormig kärleksrelation med. Burne-Jones såg en parallell mellan honom själv och Merlin eftersom båda var hjälplöst förälskade i fel kvinna. Deras förhållande hade dock avslutats vid målningens färdigställande; det tog Burne-Jones nästan fem år att avsluta arbetet. Skisser finns i Tate Britains samlingar.